# عماد الحوسنی
عماد الحوسنی (عربی: عماد علي سليمان الحوسني؛ زاده ۱۸ ژوئیهٔ ۱۹۸۴) یک بازیکن فوتبال اهل عمان است.
وی همچنین در تیم ملی فوتبال عمان بازی کرده‌است.